# Tesla Model 3
La Tesla Model 3 è una berlina a 4 porte di segmento D a propulsione elettrica dotata di un pacco batterie agli ioni di litio ricaricabile, prodotta dalla casa automobilistica statunitense Tesla a partire da luglio 2017.

## Storia
Quarto modello di automobile lanciato da Tesla, la Model 3 venne pianificata come il terzo passo del Tesla Master Plan: un'auto relativamente economica prodotta in grandi quantità grazie agli introiti derivati dalla vendita di un'auto più cara.
La Model 3 era conosciuta con il nome in codice Blue Star nel piano aziendale del 2007. Elon Musk, CEO dell'azienda, avrebbe voluto chiamarla Model E per fare in modo che le lettere identificative dei quattro modelli che aveva in progetto e che vennero poi realizzati (Model S, X, Y ed E) formassero la parola SEXY, che dovette poi cambiare in S3XY in quanto non poté utilizzare Model E, marchio già registrato dalla Ford.

## Contesto

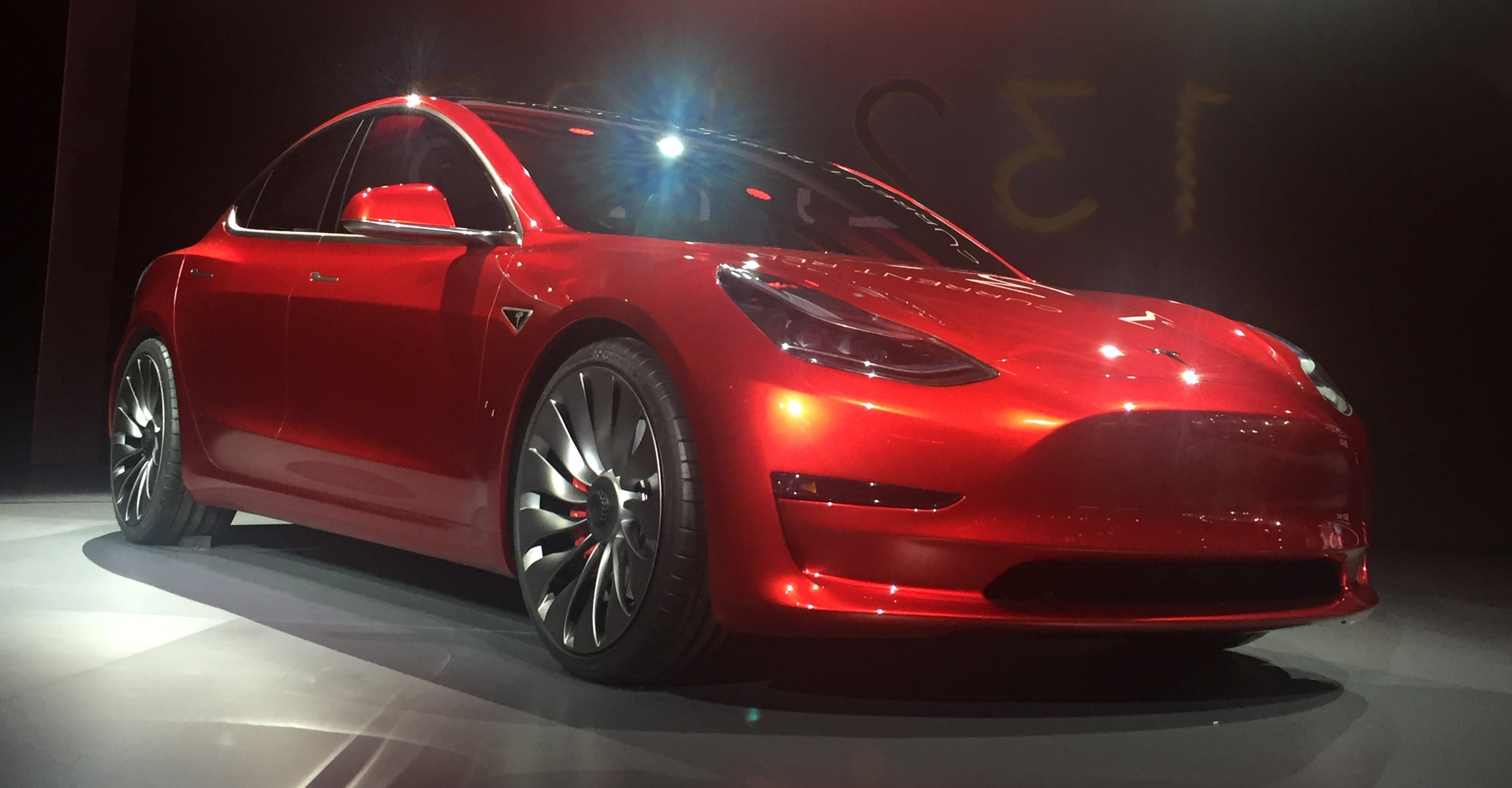
Esemplare di pre-serie

Come gli altri modelli della Casa americana, anche Model 3 è stata concepita dal designer Franz von Holzhausen.
Il progetto di sviluppo parte da una piattaforma skateboard in cui la batteria è parte integrante del pianale stesso, collocata tra i due assi. Nelle versioni base il motore elettrico si trova posizionato sull'asse posteriore, mentre nelle versioni a trazione integrale c'è invece un motore per ogni asse.
Il design della Model 3 è studiato per avere un coefficiente aerodinamico adatto ad una vettura elettrica, privilegiando quindi l'attenzione ai consumi di energia. Per lo stesso motivo le maniglie delle porte sono a scomparsa nella carrozzeria, per consentire all'aria di creare meno turbolenze e vortici possibili durante la marcia. Tesla dichiara un coefficiente aerodinamico pari a 0,23 a fronte di un obiettivo progettuale di 0,21.
Il concept della vettura è stato presentato da Elon Musk il 31 marzo 2016 nel corso di un evento tenutosi presso i Tesla design studio di Hawthorne, in California, alla presenza di 800 invitati e trasmesso in diretta streaming sul sito ufficiale dell'azienda. Nei giorni precedenti l'evento 115.000 persone avevano già riservato l'auto negli showroom Tesla, versando un acconto di 1.000 dollari.
Gli interni della Model 3 sono al limite del minimalismo, infatti il cruscotto presenta come unico elemento un display touch screen da 15 pollici posto al centro, orizzontalmente; da questo dispositivo si controllano quasi tutti i comandi e le funzioni dell'auto. Sono comunque presenti anche alcuni comandi di tipo più tradizionale: due pulsanti sul volante, due leve sul piantone dello sterzo ed alcuni pulsanti sulle portiere.
Nella Model 3, Tesla ha deciso di rivestire i pannelli delle porte, i sedili ed il volante di uno speciale tessuto che sembra pelle naturale, pur essendo completamente sintetico.
Come in tutte le vetture Tesla, anche nella Model 3 sono presenti due bagagliai, quello classico posteriore ed uno sotto il cofano anteriore.

## Produzione e vendite
Il primo esemplare è stato prodotto l'8 luglio 2017 ed appartiene al CEO di Tesla Elon Musk.
Una settimana dopo la presentazione del marzo 2016, Tesla dichiarò di aver ricevuto più di 325.000 prenotazioni.
Nonostante ci fossero stati alcuni rallentamenti durante i primi mesi di produzione, a luglio 2018 è stato raggiunto il traguardo di 5.000 unità prodotte a settimana.
Nell'ottobre del 2016 la Tesla Gigafactory 1 di Reno in Nevada, aveva già iniziato a produrre anche i motori elettrici della Model 3, oltre alle batterie.
È prodotta nella Tesla Factory di Fremont, in California, e nella Tesla Gigafactory 3 di Shanghai, in Cina.
Le consegne in Europa e in Cina sono iniziate a febbraio 2019. Nei mercati con guida a sinistra (volante a destra) è arrivata a giugno 2019.
Nel maggio 2018 Consumer Report, dopo aver testato l'auto, segnalò un eccessivo spazio di frenata. Tesla risolse il problema rilasciando pochi giorni dopo un aggiornamento over-the-air che modificava l'algoritmo del sistema ABS. Consumer Report verificò che l'aggiornamento aveva risolto il problema.

## Caratteristiche tecniche

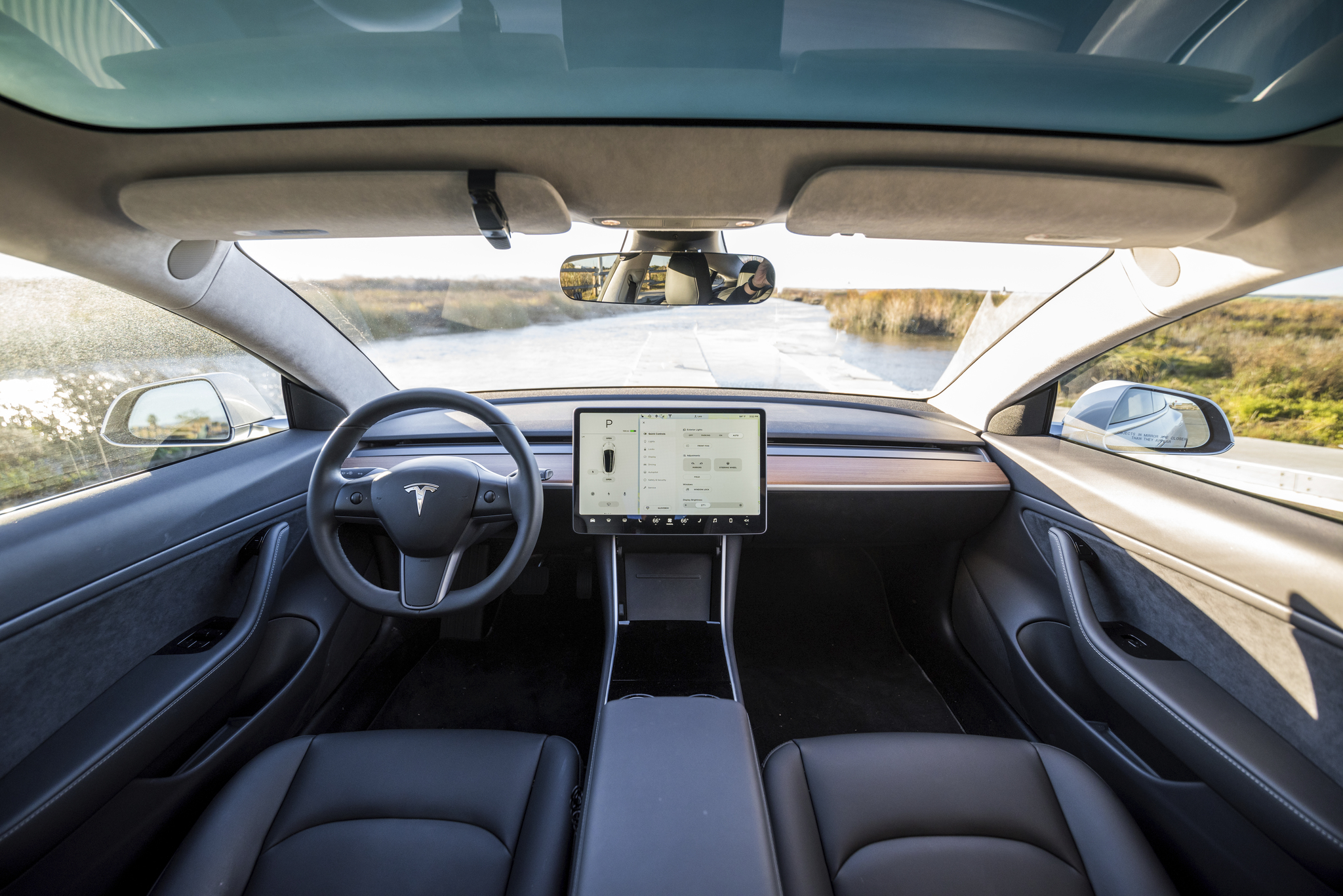
Gli interni della Tesla Model 3

Il pacco batterie è composto da molteplici celle agli ioni di litio in serie e parallelo tra di loro, raggiungendo così un voltaggio del pacco pari a circa 350 V. La Model 3 è il primo modello della casa ad utilizzare pacchi batterie composti dalle celle 2170, le medesime usate nei Powerpack e nel Powerwall 2, dotate di una nuova composizione chimica rispetto alle 18650 utilizzate su Model S e Model X. Tutte le Model 3 sono dotate di un motore sincrono trifase a magneti permanenti collocato sull'asse posteriore e soltanto le versioni Long Range e Performance sono dotate di un secondo motore asincrono trifase ad induzione, montato anteriormente, implementando così la trazione integrale (Dual Motor). Queste caratteristiche conferiscono alla vettura un'ottima stabilità e tenuta di strada, in quanto il baricentro è molto basso. Come tutte le vetture Tesla, la Model 3 è interamente basata su una soluzione software ed è dotata di connettività 4G e Wi-Fi, potendo ricevere over the air gli aggiornamenti software che Tesla rilascia per risolvere i problemi, migliorare le prestazioni o implementare nuove funzioni. A settembre 2019 è stato rilasciato l'aggiornamento V10.0. La Model 3, esclusa la versione Standard Range Plus, è la prima auto Tesla a poter sfruttare la potenza massima di ricarica nei Supercharger V3 e V4, che erogano fino a 250 kW di potenza (o circa 1600 km ricaricati per ogni ora, tenendo in considerazione la taglia di batteria da 75 kWh).
Nella Model 3 è presente di serie, su tutte le varianti, l'Autopilot, un sistema software di guida autonoma di livello 2 che, con l'ausilio di 8 telecamere e 12 sensori ad ultrasuoni (ed inizialmente anche di un radar, disattivato a partire dal 2022), è in grado di svolgere alcune funzioni fondamentali della guida, come accelerare, frenare, mantenere la propria corsia e mantenere la distanza di sicurezza, riconoscendo tramite i sensori i veicoli, gli oggetti, la segnaletica stradale e le persone che si trovano attorno all'auto. Durante la guida con l'Autopilot il conducente deve comunque mantenere un contatto fisico con il volante, in modo da confermare il proprio stato vigile, e rimanere pronto a riprendere la guida manuale in caso di necessità o pericolo. Il sistema si disattiva automaticamente se rileva che le condizioni non sono tali da permetterne un uso in sicurezza (ad esempio se viene superato il limite massimo di coppia applicabile al volante per sterzare) oppure se il volante non viene toccato per un certo tempo; in quest'ultimo caso viene azionata anche la frenatura di emergenza. Tesla sta sviluppando un sistema di intelligenza artificiale chiamato Full Self Driving che a detta dell'azienda dovrebbe rendere la vettura in grado di procedere completamente senza intervento umano.
L'insieme di telecamere e sensori della Model 3 è utilizzato anche dalla modalità sentinella (Sentry Mode), una funzione attivabile quando si lascia l'auto in sosta che inizia a riprendere e salvare su pen drive tutto ciò che si svolge in prossimità del veicolo quando vengono rilevati movimenti e contatti, facendo comparire un avviso di registrazione in corso sul display e attivando l'antifurto vero e proprio nel caso in cui l'auto sia soggetta a sollecitazioni particolarmente forti, quindi potenzialmente legate a un tentativo di furto/vandalismo; questo sistema si è rivelato utile in alcuni casi di tentativi di causare danni alle vetture, per risalire all'autore e alla dinamica dell'atto.

## Evoluzione

### Model Year 2021
La Model 3 ha ricevuto alcune lievi modifiche esterne e interne a novembre 2020, molte delle quali derivate dalla crossover Model Y appena introdotta. Il cambiamento estetico più evidente ha interessato le maniglie delle porte, le cornici degli specchietti e finestrini e le ottiche delle telecamere (ora rifinite in nero). Altre modifiche hanno interessato la meccanica, con l'aggiunta di una nuova pompa di calore per migliorare il sistema del climatizzatore, gli interni con il bagagliaio a comando elettrico, la console centrale ridisegnata con piastra ad induzione per la ricarica wireless e vetri a doppio strato più isolanti.

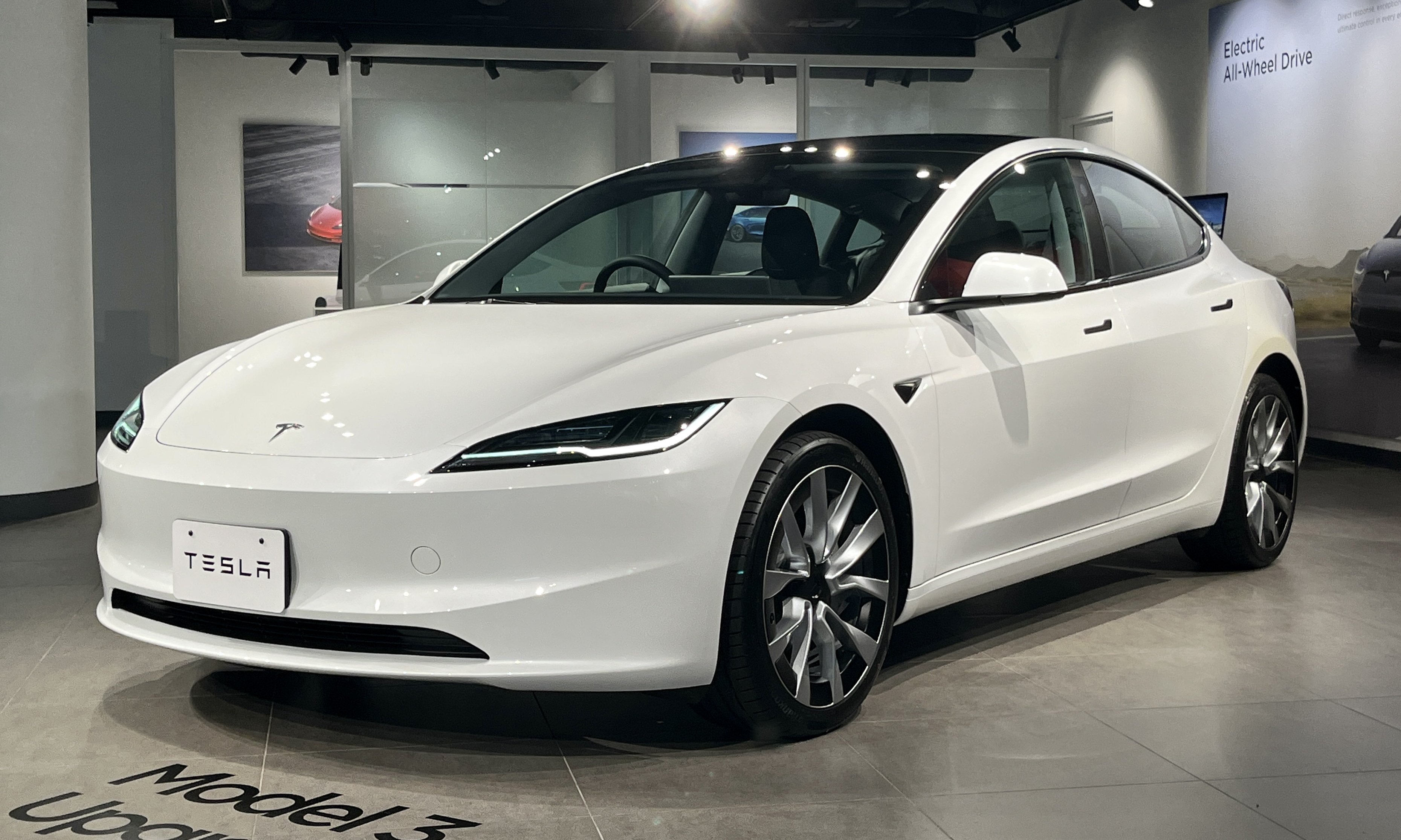
Restyling 2023 "Highland"

Alcuni accessori sono stati rimossi nel corso della carriera, tra cui: il sensore radar del controllo automatico della velocità adattivo è stato eliminato nell'aprile 2021, il supporto lombare del sedile del passeggero anteriore è stato rimosso nel maggio 2021 e i sensori a ultrasuoni utilizzati per l'assistenza al parcheggio sono stati eliminati nell'ottobre 2022.

### Restyling 2023 "Project Highland"
Tesla ha annunciato un pesante aggiornamento della vettura il 1 settembre 2023, che ha portato in dote un'autonomia maggiore, insieme a un rinnovamento degli esterni e degli interni. Durante le fasi di sviluppo, l'aggiornamento è stato denominato con il nome in codice Project Highland.

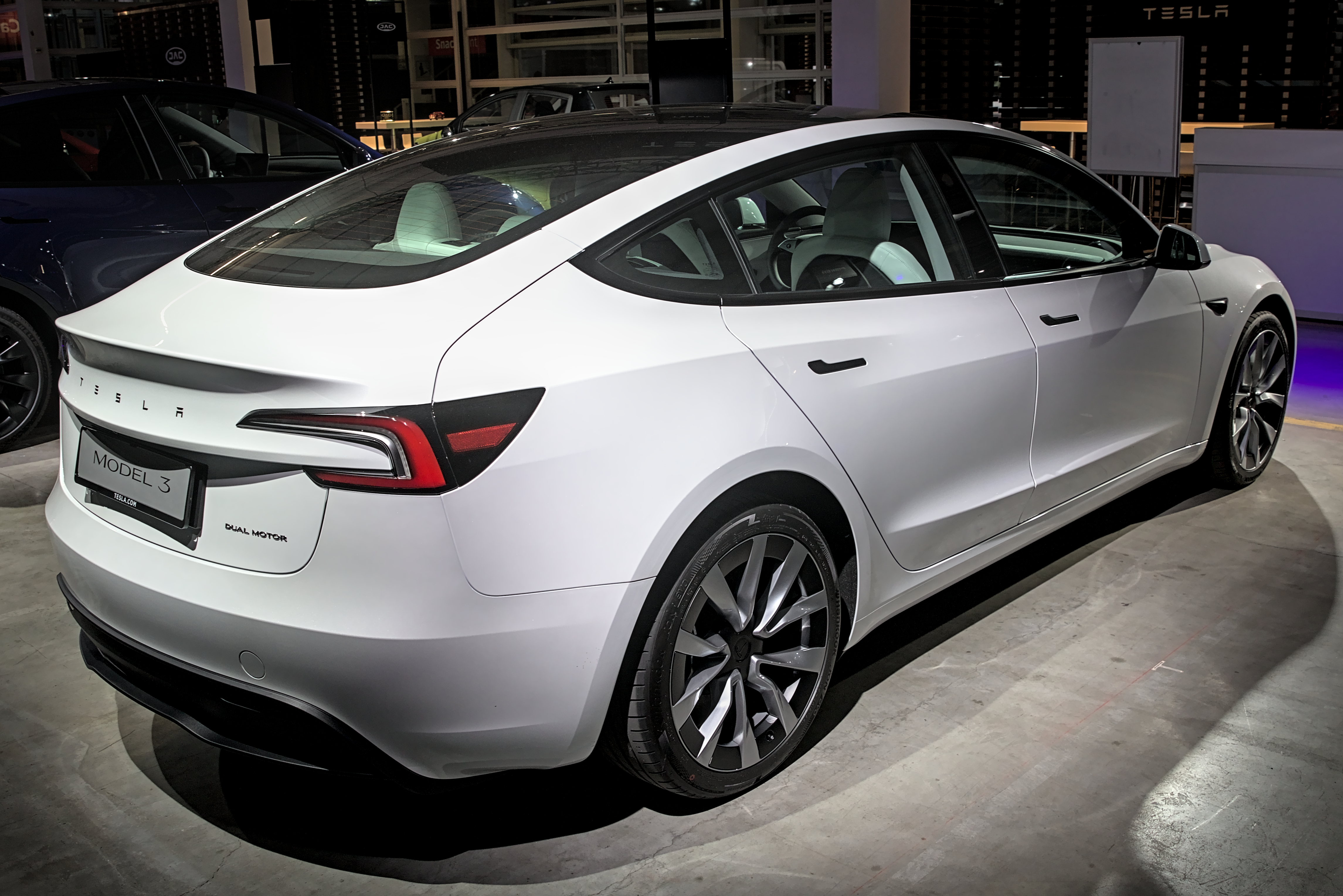
Vista di 3/4 posteriore

Con il restyling la vettura ha subìto un miglioramento dell'autonomia di circa il 10%, in gran parte dovuto a un nuovo design del frontale più aerodinamico che ha portato a un coefficiente di resistenza aerodinamica pari a 0,219, rispetto al 0,225 del modello precedente. La nuova Model 3 è ora dotata di doppi vetri ad isolamento acustico su tutte le superfici, cielo e lunotto inclusi. Ad aumentare la silenziosità di marcia contribuiscono poi nuovi rivestimenti in uno speciale tessuto fonoassorbente sulle portiere e sulla plancia. Diverse le novità all'interno del cockpit, tra le quali figurano un touchscreen da 8 pollici per i passeggeri dei sedili posteriori, l'aggiunta di sedili anteriori ventilati (ed anche riscaldabili, mentre quelli posteriori sono solo riscaldabili ad eccezione del posto centrale), un sistema audio a 17 altoparlanti + 2 subwoofers (solo sulla Long Range, mentre sulla versione RWD è montato impianto a 9 altoparlanti). Il touchscreen centrale mantiene il case originale, ma le cornici sono state assottigliate, incrementandone la diagonale a 15,4" a fronte dei 15" del precedente. È presente una nuova illuminazione interna personalizzabile su 256 colori, che corre lungo tutto l'abitacolo, un bagagliaio posteriore più capiente e dotato di due attuatori elettrici per l'apertura automatica ed un nuovo volante senza più devioluci né per gli indicatori di direzione né del cambio. Il cambio viene gestito interamente dal touchscreen centrale, seppur avendo in caso di situazioni di malfunzionamento di quest'ultimo, tasti a sfioramento "PRND" del cambio sulla plafoniera. Inoltre viene equipaggiata con il più aggiornato hardware di computazione per la gestione dei sistemi di guida semiautonoma, noto come Hardware 4.0. Con tale upgrade, Model 3 è in grado, attraverso il Tesla Vision e le nove telecamere (ora con risoluzione di 5 Mp, in passato 1,5 Mp), di riconoscere eventuali ostacoli intorno a sé e di conseguenza scegliere in autonomia quale marcia inserire, alla sola pressione del pedale del freno. Il touchscreen per i passeggeri dei sedili posteriori e il volante senza relè sono stati ripresi direttamente dalle Model S e X "Palladium". Nonostante i materiali e gli assemblaggi siano migliorati in termini di qualità e solidità, i tecnici Tesla si sono adoperati al fine ridurre i costi di produzione, grazie all'ottimizzazione della catena di montaggio in seguito ad una riorganizzazione avvenuta nella Giga Shanghai durante l'estate del 2023. 
Al debutto sono presenti due versioni: una a trazione posteriore (RWD) ed una con doppio motore con potenza massima stimata di 366 kW (498 CV) e trazione integrale (Long Range). La versione RWD monta un pacco batteria da 60 kWh al LFP ed ha un'autonomia stimata di circa 513 km nel ciclo WLTP, mentre la versione Long Range, equipaggiata con un pacco batterie da 77 kWh al NMC ha un'autonomia di circa 629 km. Entrambe le vetture raggiungono una velocità massima autolimitata elettronicamente di 201 km/h, più bassa rispetto ai modelli precedenti che avevano una velocità massima rispettivamente di 225 km/h per la RWD, e 234 km/h per la LR, a causa della scelta degli pneumatici, incentrati sulla silenziosità di marcia. La versione standard accelera da 0 a 100 km/h in 6,1 secondi, mentre la Long Range in 4,4 secondi.
Il 23 Aprile 2024 fa il suo debutto la terza declinazione di questo restyling di Model 3, la versione Performance. Per la prima volta su questo modello sono state adottate sospensioni adattive a controllo elettronico, e lo chassis posteriore ospita un inedito motore hairpin a magneti permanenti, sigla 4D1, in grado di erogare (per le auto importate dalla Giga Factory di Shanghai con batterie LG) 460 cv. Sulle vetture americane, dotate di batterie Panasonic con capacità intrinseche sensibilmente superiori, lo stesso motore è in grado di erogare una potenza di circa 510 cv. Si tratta di potenze di picco, che tengono conto del massimo valore di corrente che il pacco batterie può fornire per un periodo prolungato senza degrado apprezzabile (limit operating conditions). Ciò nonostante, questa differenza tecnica non inficia sulle performance della vettura in termini di accelerazione. Lo 0-100 km/h viene coperto in 3,1 s (-0,2 s rispetto al modello precedente). Come per tutti i modelli Performance, Tesla sottolinea che questo dato è da considerarsi senza il tempo di rollout (1ft di distanza percorso prima dell'avvio del cronometro), come prevede lo standard americano delle gare di accelerazione. Si può stimare questo tempo di rollout nell'ordine dei due decimi di secondo. L'obiettivo di questo nuovo powertrain è quello di garantire prestazioni più costanti anche alle alte velocità, con cali di coppia e potenza meno marcati. Esteticamente, Model 3 Performance si distingue dalle versioni LR e Standard per un look del paraurti anteriore leggermente modificato, più sagomato, con air ducts laterali per migliorarne l'aerodinamica; al retrotreno, il diffusore ha una forma più pronunciata rispetto alle altre versioni, sul lato destro figura un nuovo badge performance che contraddistingue il modello e sulla coda è installato uno spoiler in fibra di carbonio, dalle forme più taglienti rispetto alla precedente generazione. Nuovi sono anche i cerchi Warp bruniti e fucinati da 20", con impianto frenante maggiorato e pinze dei freni in tinta rossa. All'interno del cockpit, due sono le differenze principali: nuovi sedili a guscio con impuntura Performance sotto ai poggiatesta (richiamando la decalcomania in stile "Insane mode" del badge sul posteriore della vettura), ed una trama in fibra di carbonio sulla plancia, in luogo dell'impuntura in tessuto presente sulle versioni LR e Standard. La dotazione premium degli interni rimane analoga a quella della Model 3 Long Range (finiture in alcantara sui pannelli porta ed impianto audio con 17 altoparlanti). Infine, è stato aggiornato il Track Mode, ora Track Mode V3, che offre una grafica aggiornata e parametri personalizzabili aggiuntivi durante le sessioni in pista. 
Per tutte le versioni, la potenza di ricarica in AC con lo standard Type-2 è di 11kW. In corrente continua (DC), invece, il picco massimo di potenza raggiungibile è di 170kW per Model 3 (pacco batterie LFP da 60kWh) e di 250kW per le versioni LR e Performance (stesso pacco batterie NMC da circa 75kWh), con standard di ricarica CCS Combo 2.  

## Versioni

### Modelli in vendita da Settembre 2023
| Denominazione                                    | Standard     | Long Range (RWD) | Long Range (AWD) | Performance |
| Versione                                         | Single Motor | Single Motor     | Dual Motor       | Dual Motor  |
| Trazione                                         | Posteriore   | Posteriore       | Integrale        | Integrale   |
| Autonomia (ciclo WLTP)                           | 554 km       | 702 km           | 629 km           | 528 km      |
| Accelerazione (0-100 km/h) *sottratto il rollout | 6,1 s        | 5,2 s            | 4,2 s            | 3,1 s*      |
| Velocità massima **autolimitata elettronicamente | 201 km/h**   | 201 km/h**       | 201 km/h**       | 261 km/h    |

### Modelli in vendita ad Aprile 2022[37]
| Denominazione            | Standard Range Plus | Long Range | Performance |
| Versione                 | Single Motor        | Dual Motor | Dual Motor  |
| Trazione                 | Posteriore          | Integrale  | Integrale   |
| Autonomia (ciclo WLTP)   | 491 km              | 602 km     | 547 km      |
| Accelerazione 0-100 km/h | 6,1 s               | 4,4 s      | 3,3 s       |
| Velocità massima         | 225km/h             | 233 km/h   | 261 km/h    |

### Modelli in vendita da Ottobre 2020
| Denominazione            | Standard Range Plus | Long Range    | Performance   |
| Versione                 | Single Motor        | Dual Motor    | Dual Motor    |
| Trazione                 | Posteriore          | Integrale     | Integrale     |
| Batteria nominale        | 54 kWh              | 82 kWh        | 82 kWh        |
| Batteria effettiva       | 52 kWh              | 78 kWh        | 78 kWh        |
| Autonomia (ciclo WLTP)   | 430 km              | 614 km        | 567 km        |
| Ricarica DC              | fino a 170 kW       | fino a 250 kW | fino a 250 kW |
| Accelerazione 0-100 km/h | 5,6 s               | 4,4 s         | 3,3 s         |
| Velocità massima         | 225 km/h            | 233 km/h      | 261 km/h      |

### Modelli in vendita fino a Ottobre 2020
| Denominazione            | Standard Range Plus | Long Range    | Performance   |
| Versione                 | Single Motor        | Dual Motor    | Dual Motor    |
| Trazione                 | Posteriore          | Integrale     | Integrale     |
| Batteria nominale        | 54 kWh              | 80,5 kWh      | 80,5 kWh      |
| Batteria effettiva       | 52 kWh              | 75 kWh        | 75 kWh        |
| Autonomia (ciclo WLTP)   | 409 km              | 560 km        | 530 km        |
| Ricarica DC              | fino a 170 kW       | fino a 250 kW | fino a 250 kW |
| Accelerazione 0-100 km/h | 5,6 s               | 4,6 s         | 3,4 s         |
| Velocità massima         | 225 km/h            | 233 km/h      | 261 km/h      |

## Premi e riconoscimenti
Nel 2018 è stata nominata Car of the Year dalla rivista statunitense Popular Mechanics.
Nello stesso anno ha ricevuto dalla rivista americana Automobile il premio Design of the Year.
Nel 2019 ha ricevuto il premio Car of the Year dalla rivista inglese Auto Express.
Di nuovo nel 2019, la società californiana Kelley Blue Book ha annunciato che Tesla Model 3 è la vincitrice del Best Resale Value Award tra tutte le auto presenti nel mercato statunitense.
Ad ottobre 2019 il sito inglese Parkers conferisce alla Model 3 i premi Car of the year, Electric car of the year, Best company car of the year e Safety Award.
Il 12 novembre 2019 riceve il premio Volante d'oro nella categoria delle auto medie di livello premium, da parte della rivista tedesca Autobild.
A marzo 2020 si è aggiudicata il secondo posto al concorso di Auto dell'anno tenutosi a Ginevra.